# Abraham Rattner
Pour les articles homonymes, voir Ratner.
Abraham Rattner (1895-1978) est un artiste plasticien américain.

## Biographie
Rattner est né à Poughkeepsie dans l'État de New York, issu d'une famille juive d'origine russe par son père et roumaine par sa mère. Désireux d'être architecte, il entre à l'université George-Washington. Puis, il se consacre à la peinture, et poursuit ses études à la Corcoran School of Art et à l'académie des beaux-arts de Pennsylvanie.
En 1917, il est mobilisé dans le conflit de la Première Guerre mondiale, et est affecté à l'unité de camouflage de l'US Army, l'American Camouflage Corps, commandée par Homer Saint-Gaudens, fils de l'artiste Augustus Saint-Gaudens. Il obtient le grade de sergent et participe à la bataille de la Marne (1918) et est grièvement blessé.
Libéré en 1919, il décide alors de résider à Paris, à l'instar de ses nombreux compatriotes de la génération perdue. Au début de son séjour, il rencontre Claude Monet, qui a une grande influence sur sa palette. En 1924, il épouse Bettina Bedwell (1889-1947), étudiante en art, devenue correspondante du Chicago Tribune. Il collabore à la revue d'art Verve (1937-1938).
Revenu vivre à New York peu avant le début de la Seconde Guerre mondiale, il décide d'entamer avec son ami Henry Miller, une traversée de l'Amérique — le projet, avorté pour Rattner qui devait réaliser des dessins illustrant le voyage, donnera naissance à l'essai Le Cauchemar climatisé. Rattner est par la suite de nouveau mobilisé dans une section militaire de camouflage de l'US Army.
En 1947, il perd sa première épouse. Il enseigne ensuite à The New School (1947-1955) et brièvement à l'université Yale (1952-1953). En 1949, il épouse en secondes noces l'artiste Esther Gentle (1899-1991), qui possède par ailleurs une galerie à New York et produit des gravures.
Rattner vécut ses trente dernières années à New York. En 1965, Miller publie un petit essai, intitulé A Word About Abraham Rattner, revenant sur leur amitié et sur ses productions graphiques à l'occasion d'une exposition.

## Œuvre
Sa production comprend des peintures, des gravures et des vitraux. Son style, après 1945, est marqué par l'expressionnisme, avec un bref intervalle passant par l'expressionnisme abstrait.
Il est l'auteur des vitraux ornant la Loop Synagogue (en) de Chicago.
Son travail est conservé dans de nombreuses institutions telles que l'Art Institute of Chicago ; le musée d'Art de Baltimore ; le Detroit Institute of Arts ; la Pennsylvania Academy of the Fine Arts ; le Philadelphia Museum of Art ; ou encore le Whitney Museum of American Art.